# Heinrich Isaacks
Heinrich "Heini" Isaacks (Født 5. marts 1985) er en fodboldspiller fra Namibia der spiller for Maritzburg United i Sydafrika i Premier Soccer League. Han er midtbanespiller og angriber. Han spillede landskampe for Nambia i VM kvalifikationen for Brasilien 2014.
Han har tidligere spillet for Civics FC og SønderjyskE.